# Saint-Martin-de-Boubaux
 Saint-Martin-de-Boubaux  es una población y comuna francesa, situada en la región de Languedoc-Rosellón, departamento de Lozère, en el distrito de Florac y cantón de Saint-Germain-de-Calberte.

## Demografía
| 239 | 192 | 161 | 149 | 149 | 163 |
| Para los censos de 1962 a 1999 la población legal corresponde a la población sin duplicidades (Fuente: INSEE [Consultar]) |     |     |     |     |     |